# Veľké Chlievany
Veľké Chlievany (ungarisch Nagyhelvény – bis 1907 Nagychlivény) ist eine Gemeinde im Westen der Slowakei mit 492 Einwohnern (Stand 31. Dezember 2024), die zum Okres Bánovce nad Bebravou, einem Teil des Trenčiansky kraj gehört.

## Geographie
Die Gemeinde befindet sich im nördlichen Teil des slowakischen Donauhügellandes am Bach Inovec, kurz vor dessen Mündung in die Bebrava. Das Ortszentrum liegt auf einer Höhe von 188 m n.m. und ist drei Kilometer von Bánovce nad Bebravou entfernt.
Nachbargemeinden sind Dvorec im Norden, Bánovce nad Bebravou im Osten, Dolné Naštice im Südosten, Pečeňany im Süden, Otrhánky und Haláčovce im Westen sowie Veľké Držkovce im Nordwesten.

## Geschichte
Veľké Chlievany wurde zum ersten Mal 1276 als Hleulan schriftlich erwähnt, weitere alte Namen sind Maior villa Holewna (1323), Helwen (1398), Chliewen (1472), Chlewan (1501), Welke Hlewany (1773) und Welke Chlewani (1786). Der Ort war zur Zeit der ersten schriftlichen Erwähnung Teil des Herrschaftsguts der Burg Trentschin, vorher gehörte er dem Zoborer Kloster. Nach dem Tod von Matthäus Csák wurde der Besitz zwischen der katholischen Kirche und Kleinadeligen aus der Umgebung geteilt. Das Dorf war und ist landwirtschaftlich geprägt.
Bis 1918 gehörte der im Komitat Trentschin liegende Ort zum Königreich Ungarn und kam danach zur Tschechoslowakei beziehungsweise heute Slowakei.

## Bevölkerung
| Jahr                | 1994 | 2004     | 2014    | 2024    |
| ------------------- | ---- | -------- | ------- | ------- |
| Anzahl der Personen | 401  | 450      | 484     | 492     |
| Unterschied         |      | +12,21 % | +7,55 % | +1,65 % |

| Jahr                | 2023 | 2024   |
| ------------------- | ---- | ------ |
| Anzahl der Personen | 500  | 492    |
| Unterschied         |      | −1,6 % |

Nach der Volkszählung 2011 wohnten in Veľké Chlievany 483 Einwohner, davon 463 Slowaken sowie jeweils ein Deutscher und Tscheche. 18 Einwohner machten diesbezüglich keine Angabe. 416 Einwohner bekannten sich zur römisch-katholischen Kirche, zehn Einwohner zur evangelischen Kirche A. B. und ein Einwohner zu den Zeugen Jehovas; ein Einwohner bekannte sich zu einer anderen Konfession. 27 Einwohner waren konfessionslos und bei 28 Einwohnern wurde die Konfession nicht ermittelt.

## Bauwerke
- römisch-katholische Kirche, ursprünglich gotisch aus dem 15. Jahrhundert, 1712 umgebaut

## Söhne und Töchter der Gemeinde
- Juraj Palkovič (1763–1835), slowakischer Kanoniker und Übersetzer.

- Cyril Guniš (1901–1974), katholischer Priester, slowakischer Sprachwissenschaftler.[5]